# Vallericcia
Vallericcia è una vallata sita ai piedi della cittadina laziale di Ariccia, nel cui territorio comunale ricade, in Provincia di Roma ai Castelli Romani.
La valle è stata originata da un antico bacino lacustre formatosi con le vicende del Vulcano Laziale e poi prosciugato in età romana e medioevale.
A Vallericcia si trovano i resti della città latina di Aricia. La valle nel punto più stretto è anche attraversata dal famoso Ponte di Ariccia.
Tra i reperti citiamo la via Appia Antica, che sale verso Colle Pardo, un mansio e l'ingresso/uscita dell'emissario del lago di Nemi.
All'interno di Parco Chigi vi è l'originale pietra miliare XVI presa lungo la via Appia Antica altezza Vallericcia.

## Galleria d'immagini

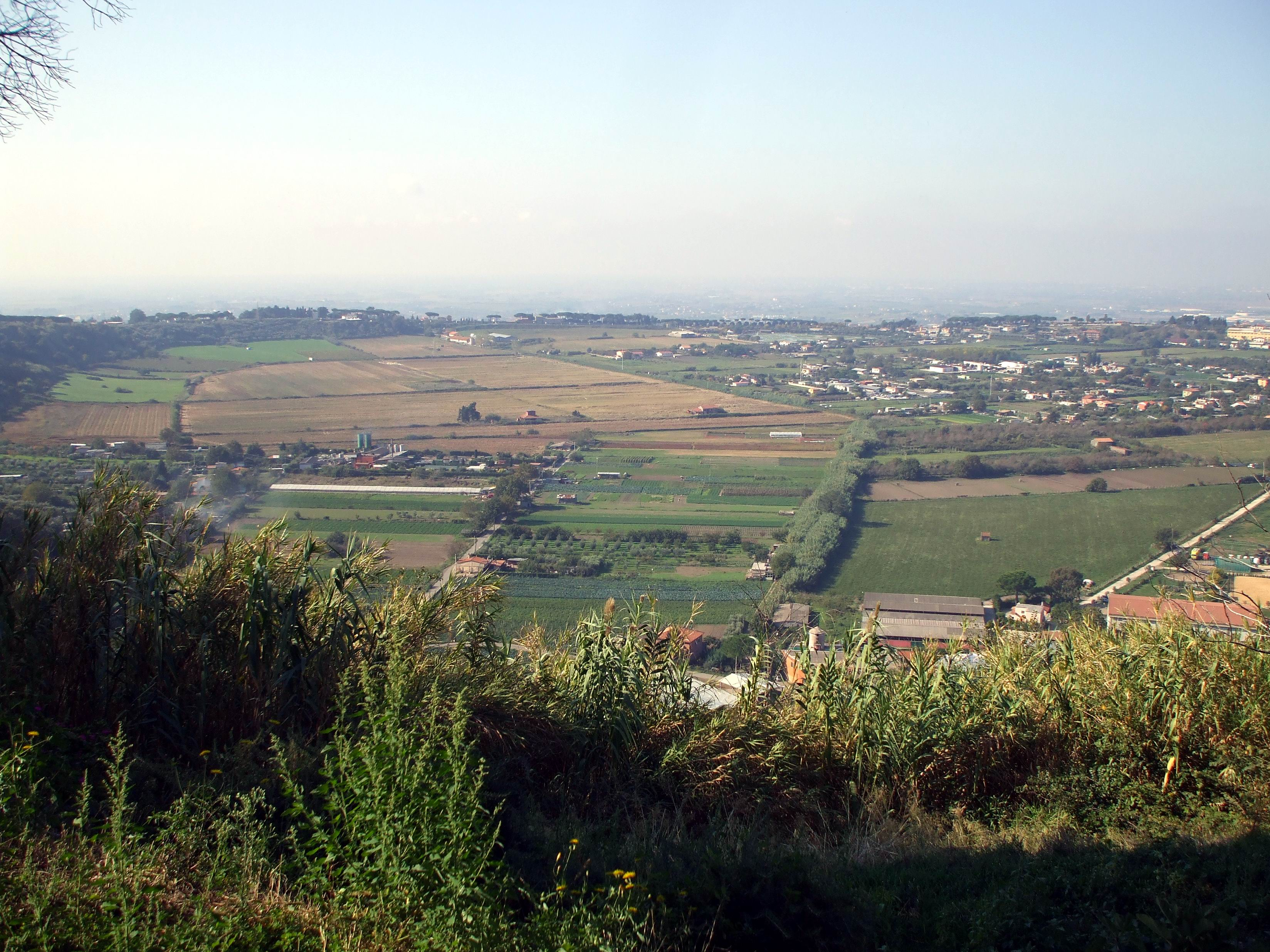
Panorama di Vallericcia dall'Appia antica verso Cecchina.
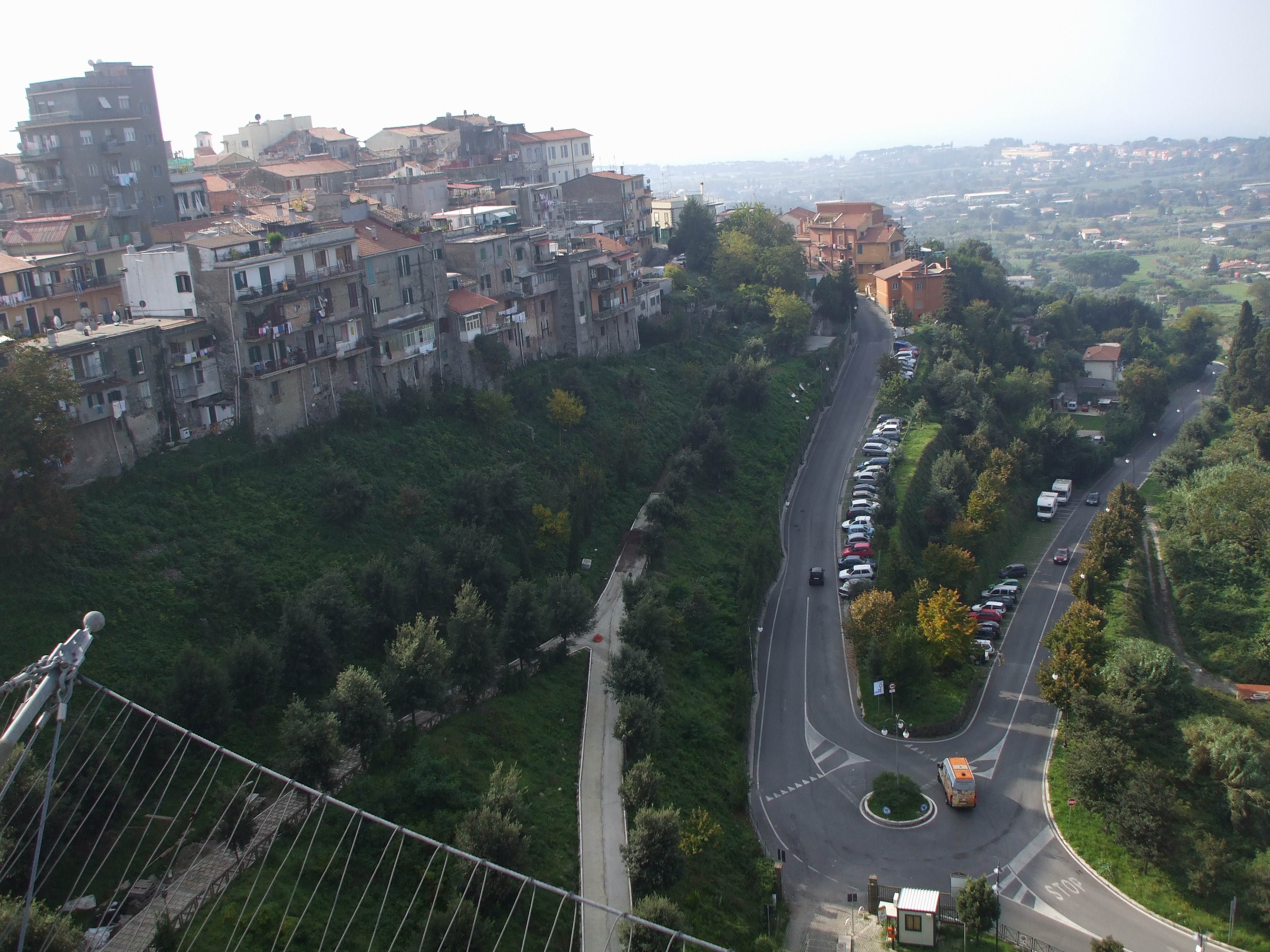
La strada che sale da Vallericcia ad Ariccia.
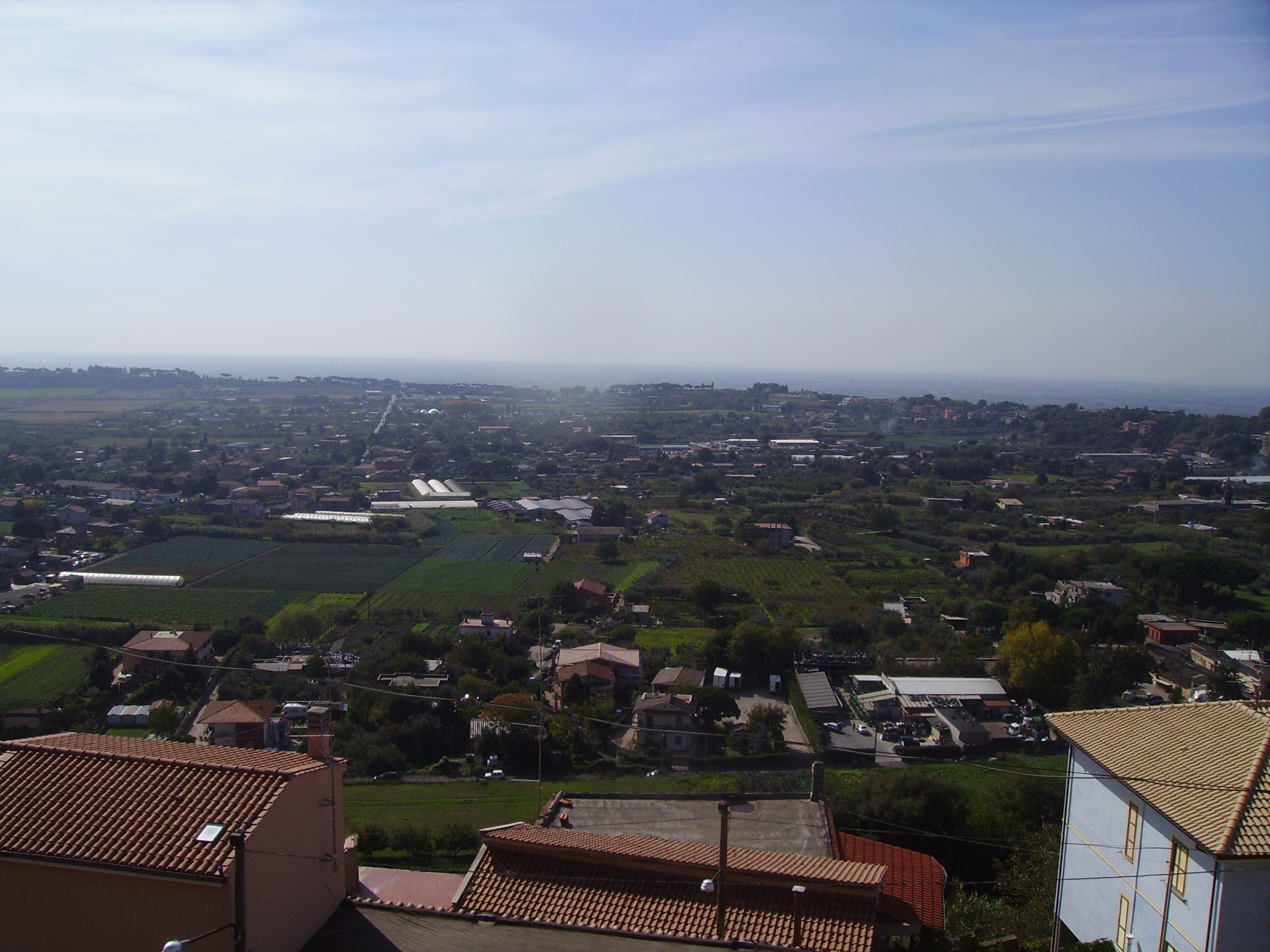
Vallericcia in una veduta dal centro storico di Ariccia.
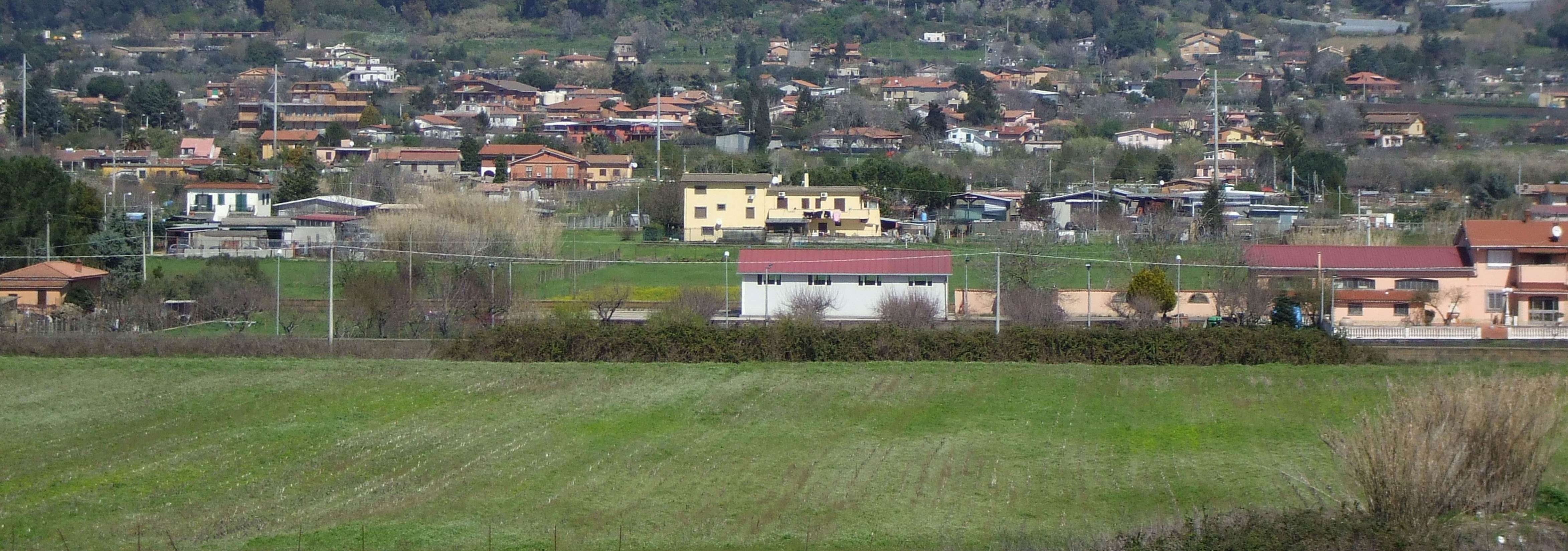
Vallericcia, particolare.